# Tosjön (Laxå socken, Närke)
Tosjön är en sjö i Degerfors kommun i Närke och ingår i Norrströms huvudavrinningsområde. Sjöns area är 0,02 kvadratkilometer och den befinner sig 135 meter över havet.